# 죽림헌
죽림헌(竹臨軒)은 경상북도 안동시 임하면 임하1리에 있다. 2010년 3월 12일 안동시의 문화유산 제40호로 지정되었다.
사진이 없는 이유는 출입금지 지역이기 때문이다.